# درگیری ۲۰۰۶ غزه و اسرائیل
درگیری ۲۰۰۶ غزه و اسرائیل (انگلیسی: 2006 Gaza–Israel conflict) یا عملیات باران‌های تابستانی، مجموعه‌ای از نبردها بین شبه‌نظامیان فلسطینی و نیروهای دفاعی اسرائیل در تابستان ۲۰۰۶ بود که با اسارت سرباز اسرائیلی گیلعاد شلیط توسط شبه‌نظامیان فلسطینی در ۲۵ ژوئن ۲۰۰۶ آغاز شد. جنگ متعارف گسترده‌ای در نوار غزه از ۲۸ ژوئن ۲۰۰۶ آغاز شد که اولین عملیات زمینی بزرگ در نوار غزه از زمان اجرای طرح خروج یکجانبه اسرائیل بین اوت و سپتامبر ۲۰۰۵ بود.
اهداف اعلام‌شده اسرائیل در عملیات باران‌های تابستانی، سرکوب شلیک موشک‌های قسام از غزه به نقب غربی و آزادسازی سرجوخه گیلعاد شلیط بود که توسط شبه‌نظامیان فلسطینی اسیر شده بود. شلیط در بحبوحه خشونت بین نیروهای دفاعی اسرائیل و گروه‌های شبه‌نظامی فلسطینی از زمان عقب‌نشینی اسرائیل از غزه اسیر شد. طبق آمار منتشر شده توسط دولت اسرائیل، ۷۵۷ موشک از غزه بین عقب‌نشینی و پایان ژوئن ۲۰۰۶ به اسرائیل اصابت کرد. ارتش اسرائیل با آتش توپخانه و حملات هوایی پاسخ داد. در طول عملیات، سرعت شلیک موشک و گلوله‌باران به طرز چشمگیری افزایش یافت و ارتش اسرائیل حملات زمینی متعددی را به نوار غزه انجام داد و گروه‌های شبه‌نظامی و زیرساخت‌های آنها، از جمله تونل‌های قاچاق در کریدور فیلادلفی را هدف قرار داد. در روز اول درگیری، اسرائیل همچنین تنها نیروگاه برق در نوار غزه را بمباران کرد.
حماس خواستار آزادی تعداد زیادی از زندانیان فلسطینی در بند اسرائیل در ازای شلیط شد. اسرائیل علناً هرگونه پیشنهادی از این دست را قاطعانه رد کرد، اما در ماه اوت گزارش شد که مذاکراتی با مصر به عنوان میانجی انجام شده است. با این حال، مذاکرات به دلیل عدم تمایل اسرائیل به آزادی تعداد زیادی از زندانیانی که حماس می‌خواست، شکست خورد.
پس از عملیات باران‌های تابستانی، عملیات «ابرهای پاییزی» در اول نوامبر آغاز شد. هنگامی که عملیات ابرهای پاییزی در ۲۶ نوامبر با آتش‌بس بین حماس و اسرائیل و عقب‌نشینی اسرائیل پایان یافت، هیچ توافقی برای آزادی شلیط حاصل نشده بود. آتش‌بس در بحبوحه تشدید درگیری فتح و حماس در سال ۲۰۰۷ به‌طور کامل نقض شد.